# Юлиян Инджов
Юлиян Седефов Инджов е български бизнесмен.

## Кратка биография
Роден е на 28 май 1958 година в с. Могилица.
Собственик е на една от големите строителни фирми ИСА-2000.
От 2015 година е един от собствениците на ЦСКА, където си партнира първо с Петър Манджуков, а по-късно – с Гриша Ганчев. Притежава 38,5% от клуба. След Общото събрание, провело се на 11 февруари 2023 г., беше официализирано, че Юлиян Инджов вече не е член на Съвета на директорите. Той вече не е и сред акционерите в ЦСКА.